# أحمد العدواني
أحمد مشاري العدواني، من مواليد 1923، وتوفي في 17 يونيو 1990 ، مثقف وشاعر كويتي، وهو مؤلف النشيد الوطني الكويتي، ترجمت عدد من قصائده إلى اللغة الإنجليزية واللغة الفرنسية واللغة الصينية واللغة الإسبانية ، كان له دور كبير في بدايات المسرح الكويتي مع زكي طليمات وحمد عيسى الرجيب ، وكان هو صاحب فكرة تدوين الأمثال والحكم الكويتية التي قام بتنفيذها أحمد البشر الرومي. بدأ بنشر قصائده منذ سنة 1947 واستمر حتى أواخر الثمانينيات من القرن العشرين ، وكان شعره يتميز بالتهكم والسخرية على حال العرب  كان على علاقة طيبة مع عدد من الأدباء، فقد كان زميلا للشاعر أحمد السقاف ، وكان صديقا لعبد العزيز حسين.
كان ممثلا للكويت في مجمع اللغة العربية في القاهرة، وقد اختير لهذا المنصب في عام 1972. زوجته هي السيدة الدكتورة دلال الزبن. وأعلنت رابطة الأدباء الكويتيين في يوم 18 فبراير 2009 عن اتفاقها المبدئي مع وزارة المواصلات على إصدار طوابع بريدية تذكارية تخليدا لذكرى رواد الحركة الثقافية وكان هو من ضمن الأسماء المطروحة.

## دراسته
بدأ تعليمه في الكتاتيب، وحفظ القرآن ، تلقى تعليمه الابتدائي والثانوي في المدرسة الأحمدية والمدرسة المباركية ، ثم ذهب إلى مصر لتكملة دراسته، وحصل على الإجازة الجامعية من الأزهر حيث كان من أوائل المبتعثين الكويتيين للدراسة بالخارج في عام 1939 في مصر مع عبد العزيز حسين ويوسف عبد اللطيف العمر ويوسف المشاري البدر ، وتخرج في 1949.

## عمله
عمل بعد تخرجه مباشرة مدرسًا في المدرسة القبلية الابتدائية وعمل مدرسا في ثانوية الشويخ في عام 1954 ، حتى عمل وكيلا في وزارة التربية والتعليم في عام 1963 ، ثم وكيلا مساعدا في وزارة الإعلام في عهد الشيخ جابر العلي السالم الصباح ، أسس المعهد العالي للفنون الموسيقية في الكويت ، وكان أمينا عاما للمجلس الوطني للثقافة والفنون والآداب منذ عام 1973 ، وظل أمينا عاما له منذ 17 يوليو 1973 وحتى مايو 1987.
شارك في تحرير مجلة البعثة التي كانت تصدر في القاهرة في عام 1947.

## إنجازاته
قام بإنشاء مجلة عالم الفكر مع أحمد أبو زيد ، وقام بإنشاء مجلات أخرى مثل عالم المعرفة والثقافة العالمية والمسرح العالمي (الآن إبداعات عالمية).
كتب النشيد الوطني الكويتي وأغنية «أرض الجدود» التي غنتها أم كلثوم للكويت وأهلها.
واقترح فكره معرض الكتاب.

## دواوينه
- أجنحة العاصفة سنة 1980.[3][17]
- أوشال عام 1996، جمعه خليفة الوقيان وسالم عباس خداده.[17]
- صور وسوانح.[12]

## القصائد المغناة
- أغنية «أرض الجدود» التي غنتها أم كلثوم.
- أغنية «يا فرحة السمار» من ألحان حمد عيسى الرجيب وغناء عبد الحليم حافظ
- «يا ساحل الفنطاس» والتي غنتها المطربة نجاة الصغيرة.
- «يا دارنا يا دار» [19] لحنها رياض السنباطي وغنتها أم كلثوم.[20]
- وأيضاً (النشيد الوطني الكويتي)

## كتب عنه
- أحمد العدواني، سليمان الشطي، رابطة الأدباء الكويتيون.[10]
- العدواني في عيون معاصريه، علي عبد الفتاح، مؤسسة جائزة عبد العزيز سعود البابطين، 1996.[21]
- بنية الشكل في شعر العدواني، مرسل فالح العجمي.[3]
- بنية المضمون في شعر العدواني، عبد الله المهنا.[3]
- أحمد مشاري العدواني (شاعرًا ورائدًا)، دلال الزبن ونجمة إدريس، المجلس الوطني للثقافة والفنون والآداب، 2003.[22]
- «صور وسوانح شعر أحمد العدواني» خليفة الوقيان وسالم عباس خداده، عام 2007.[23]

## أماكن سميت باسمه
- ثانوية أحمد مشاري العدواني في منطقة العديلية.
- قاعة أحمد العدواني في ضاحية عبد الله السالم.[24]

## روابط خارجية
- أحمد العدواني على موقع ميوزك برينز (الإنجليزية)
- أحمد العدواني على موقع ديسكوغز (الإنجليزية)